# Néicer Reasco
Néicer Reasco   (Esmeraldas, 23 de juliol de 1977) és un exfutbolista equatorià de la dècada de 2000.
Fou 54 cops internacional amb la selecció de l'Equador amb la qual participà en el Mundial de 2006.
Pel que fa a clubs, defensà els colors de L.D.U. Quito, São Paulo, i Newell's Old Boys.